# 曹玉书旧宅
曹玉书旧宅位于中国浙江省江山市廿八都镇枫溪村，是一处江山市文物保护单位。
2000年6月21日，曹玉书旧宅公布为第四批江山市文物保护单位。